# Kysser himlen farvel
Kysser himlen farvel er en dansk musikvideo fra 1989, der er instrueret af Michael Sonne.

## Handling
Filmen består af Patrulje (Kliché), Slingrer ned ad Vestergade (Gnags), Magneter (Anne Dorte Michelsen), In the Moonlight (News), Kysser himlen farvel (Lars H.U.G.), Udenfor er det nat (Rocazino), Ansigt til ansigt (Kliché), Jeg vil huske (Anne Dorte Michelsen) og Blå mandag (VoxPop).